# Natty (tajska piosenkarka)
Natty (hangul: 나띠; taj. นัตตี้), właśc. Anatchaya Suputhipong (taj. อาณัชญา สุพุทธิพงศ์; ur. 30 maja 2002 w Bangkoku) – tajska piosenkarka mieszkająca w Korei Południowej. Była uczestniczką survivalowych reality show Mnet, Sixteen (2015) i Idol School (2017). Zadebiutowała 7 maja 2020 roku solowym singel albumem Nineteen. W 2023 zadebiutowała jako członkini południowokoreańskiego girlsbandu Kiss of Life 5 lipca 2023 roku.

## Kariera

### 2015–2017:Sixteen,Idol Schooli odejście z JYP
W maju 2015 roku Natty wzięła udział w survivalowym reality show Mnet, Sixteen, w którym walczyła z 15 innymi stażystkami z JYP Entertainment, aby zapewnić sobie miejsce w następnym girlsbandzie wytwórni po Miss A i Wonder girls, później ujawniono, że będzie się nazywał Twice. Jednak została wyeliminowana w rundzie finałowej, kontynuując tym samym jako stażystka.
W lipcu 2017 roku Natty wzięła udział w survivalowym reality show Mnet, Idol School, aby konkurować z 40 innymi uczestniczkami o możliwość debiutu w 9-osobowym girlsbandzie, który później okazała się nazywać Fromis 9. Została jednak wyeliminowana z potencjalnej debiutanckiej grupy, w której w ostatnim odcinku zajęła 13. miejsce.

### 2020: Debiut solowy i działalności
6 kwietnia 2020 roku Natty podpisała kontrakt ze Swing Entertainment. Jej debiutancki singiel Nineteen ukazał się 7 maja wraz z towarzyszącym mu teledyskiem. Po raz pierwszy wystąpiła w programie muzycznym jako artystka solowa w Music Bank KBS 8 maja.
Natty powróciła ze swoim drugim singlem Teddy Bear 12 listopada 2020. W swoim teledysku do tytułowej piosenki z albumu pokazuje herb New College w Oksfordzie.

### 2022–teraz: Debiut z Kiss of Life
12 lipca 2022 roku Natty podpisała kontrakt z S2 Entertainment.
12 maja 2023 roku S2 Entertainment ogłosiło, że Natty ponownie zadebiutuje w nowym 4-osobowym girlsbandzie, Kiss of Life, który ma zadebiutować w lipcu. 5 lipca oficjalna grupa zadebiutowała wydając debiutancki minialbum.

## Dyskografia

### Solowa

#### Single albumy
| Rok  | Tytuł                                                                                              | Najwyższe pozycje | Sprzedaż     |
| Rok  | Tytuł                                                                                              | KOR               | Sprzedaż     |
| ---- | -------------------------------------------------------------------------------------------------- | ----------------- | ------------ |
| 2020 | Nineteen - Wydany: 7 maja 2020 - Wytwórnia: Swing Entertainment - Format: CD, digital download     | 58                | - KOR: 1 101 |
| 2020 | Teddy Bear - Wydany: 12 listopada 2020 - Wytwórnia: Swing Entertainment - Format: digital download | —                 | —            |

#### Single
| Rok  | Tytuł                    | Najwyższe pozycje | Sprzedaż | Album        |
| Rok  | Tytuł                    | KOR               | Sprzedaż | Album        |
| ---- | ------------------------ | ----------------- | -------- | ------------ |
| 2020 | „Nineteen”               | —                 | —        | Nineteen     |
| 2020 | „Teddy Bear”             | —                 | —        | Teddy Bear   |
| 2023 | „Sugarcoat (Natty Solo)” | 83                | —        | Kiss of Life |

## Filmografia

### Reality show
| Rok  | Tytuł       | Sieć | Notatki/Rola |
| ---- | ----------- | ---- | ------------ |
| 2015 | Sixteen     | Mnet | Zawodniczka  |
| 2017 | Idol School | Mnet | Zawodniczka  |

## Nagrody i nominacje
| Rok  | Ceremonia wręczenia nagród | Kategoria                  | Nominowany/praca | Wynik     | Wynik  | Przypisy |
| ---- | -------------------------- | -------------------------- | ---------------- | --------- | ------ | -------- |
| 2020 | Asian Pop Music Awards     | Best New Artist (Overseas) | Nineteen         | Nominacja | [ 13 ] | [ 13 ]   |
| 2020 | Mnet Asian Music Awards    | Best New Female Artist     | Natty            | Nominacja | [ 14 ] | [ 14 ]   |
| 2020 | Mnet Asian Music Awards    | Artist of the Year         | Natty            | Nominacja | [ 14 ] | [ 14 ]   |
| 2020 | Mnet Asian Music Awards    | Worldwide Icon of the Year | Natty            | Nominacja | [ 14 ] | [ 14 ]   |
| 2021 | Seoul Music Awards         | Rookie of the Year         | Natty            | Nominacja | [ 15 ] | [ 15 ]   |
| 2021 | Seoul Music Awards         | K-wave Popularity Award    | Natty            | Nominacja | [ 15 ] | [ 15 ]   |
| 2021 | Seoul Music Awards         | Popularity Award           | Natty            | Nominacja | [ 15 ] | [ 15 ]   |